# Ashendene Press
The Ashendene Press est une presse privée fondée en 1895 par Sir Charles Henry St John Hornby (1867-1946) à Ashendene, Hertfordshire, (Angleterre). Elle s’arrêta en 1915 puis reprit son activité après la guerre, de 1920 à 1935.

## Histoire
Fondée à Ashendene, d'où son nom, l'entreprise est déplacée en 1899 à Chelsea.
L’Ashendene Press utilisa principalement deux types de caractères : le Subiaco, créé par Emery Walker et S. C. Cockerell d’après les travaux inachevés de William Morris sur un modèle du XVe siècle, un caractère créé par les moines allemands Sweynheim et Pannartz, installés à Subiaco. Puis  vient le Ptolemy. L'écrivain, calligraphe et créateur de caractères Graily Hewitt dessina aussi des initiales pour l'Ashendene Press. Les livres étaient parfois illustrés (Les Fioretti de saint François d’Assise, 1922, illustrés de gravures sur bois) mais la plupart ne comportaient que du texte. L'ouvrage le plus remarquable demeure la Divine Comédie de Dante (1902-1905).

## Publications
- A Treatyse of Fysshynge wyth an Angle by Dame Juliana Berners, 1903. D'après une édition de 1496.
- Publius Vergilius Maro, Opera, Bucolica, Georgica, Aeneis, 1910.
- Dante Alighieri, La Divina Commedia (1902, 1904, 1905), gravures sur bois de Charles Keates et William Hooper d'après Robert Catterson Smith.
- Saint François d'Assise, I Fioretti del Glorioso Poverello di Christo, 1922.
- Edmund Spenser, Spenser's minor poems, 1925
- MIguel Cervantes de Saavedra, First part of the history of Don Quixote of the Mancha, 1927. Premier emploi du Ptolemy. Initiales et bordures de Louise Powell gravées sur bois par W. M. Quick et Geo. H. Ford.
- A descriptive Bibliography of the books printed at the Ashendene Press, 1905-1935, 1935, dernier titre publié.